# William O'Connell (cardinal)
Pour les articles homonymes, voir O'Connell.
William Henry O'Connell (né le 8 décembre 1859 à Lowell (Massachusetts) aux États-Unis et mort le 22 avril 1944 à Brighton (Boston) (Massachusetts) aux États-Unis), est un cardinal américain de l'Église catholique  du XXe siècle, créé par le pape Pie X.

## Biographie
William O'Connell étudie à Rome, fait du travail pastoral à Boston en 1885-1895 et est recteur du Collège pontifical nord-américain de Rome (1895-1901). Il est nommé évêque de Portland (Maine) en 1901 et est consacré le 19 mai de la même année par Francesco Satolli avec comme co-consécrateurs Edmund Stonor (en) et Rafael Merry del Val. Mgr O'Connell est envoyé comme ambassadeur spécial au Japon en 1905 et élu archevêque titulaire de Constantia-en-Scythie (de) et coadjuteur de Boston en 1906. Mgr O'Connell succède à Mgr John Joseph Williams à l'archidiocèse de Boston en 1907.
Le pape Pie X le crée cardinal  au consistoire du 27 novembre 1911. Il arrive tard au conclave de 1914, à l'issue duquel Benoît XV est élu et trop tard au conclave de 1922 auquel il ne peut donc participer au vote (élection de Pie XI). Il s'oppose au National Catholic Welfare Council et convainc le cardinal de Lai d'en signer le décret de suppression. Le cardinal O'Connell participe au conclave de 1939 (élection de Pie XII). Il est doctor honoris causa de l'université Harvard.

## Succession apostolique
William O'Connell a ordonné les évêques suivants :
- Évêque Joseph Gaudentius Anderson (en) (1909)
- Évêque John Joseph Nilan (en) (1910)
- Évêque John Bertram Peterson (en) (1927)
- Évêque Thomas Addis Emmet (en), S.I. (1930)
- Cardinal Richard James Cushing (1939)